# 广州起义纪念馆
广州起义纪念馆，即广州公社旧址，为原中華民國国民政府廣東省會公安局，位于中国广州市越秀区起义路200号之一，是1927年12月時由中国共产党的张太雷领导发动的廣州暴動而建立的苏维埃政府——广州公社所在。

## 历史

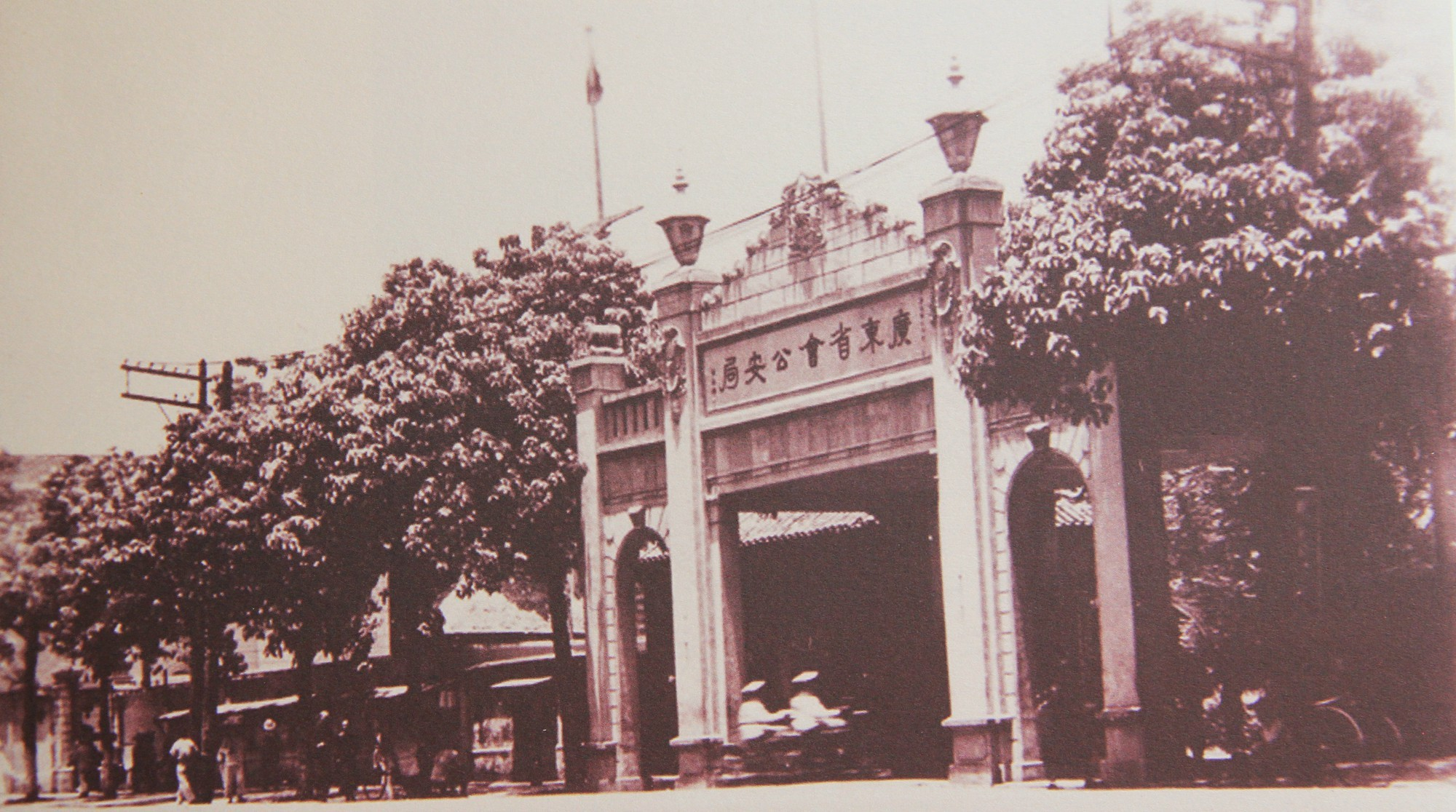
中華民國時期的廣東省會公安局。

1927年12月11日，张太雷等人乘省城內防務空虛，在广州发动“广州起义”，工人赤卫队攻打位于维新路（今广州起义路）的广东省會公安局，12日下午广州苏维埃政府在此宣布成立。張發奎等重奪廣州后苏维埃政府随即废止。虽然广州公社仅存三天，是歷史上中国大城市里建立的第一个苏维埃政府，被誉为“东方巴黎公社”。

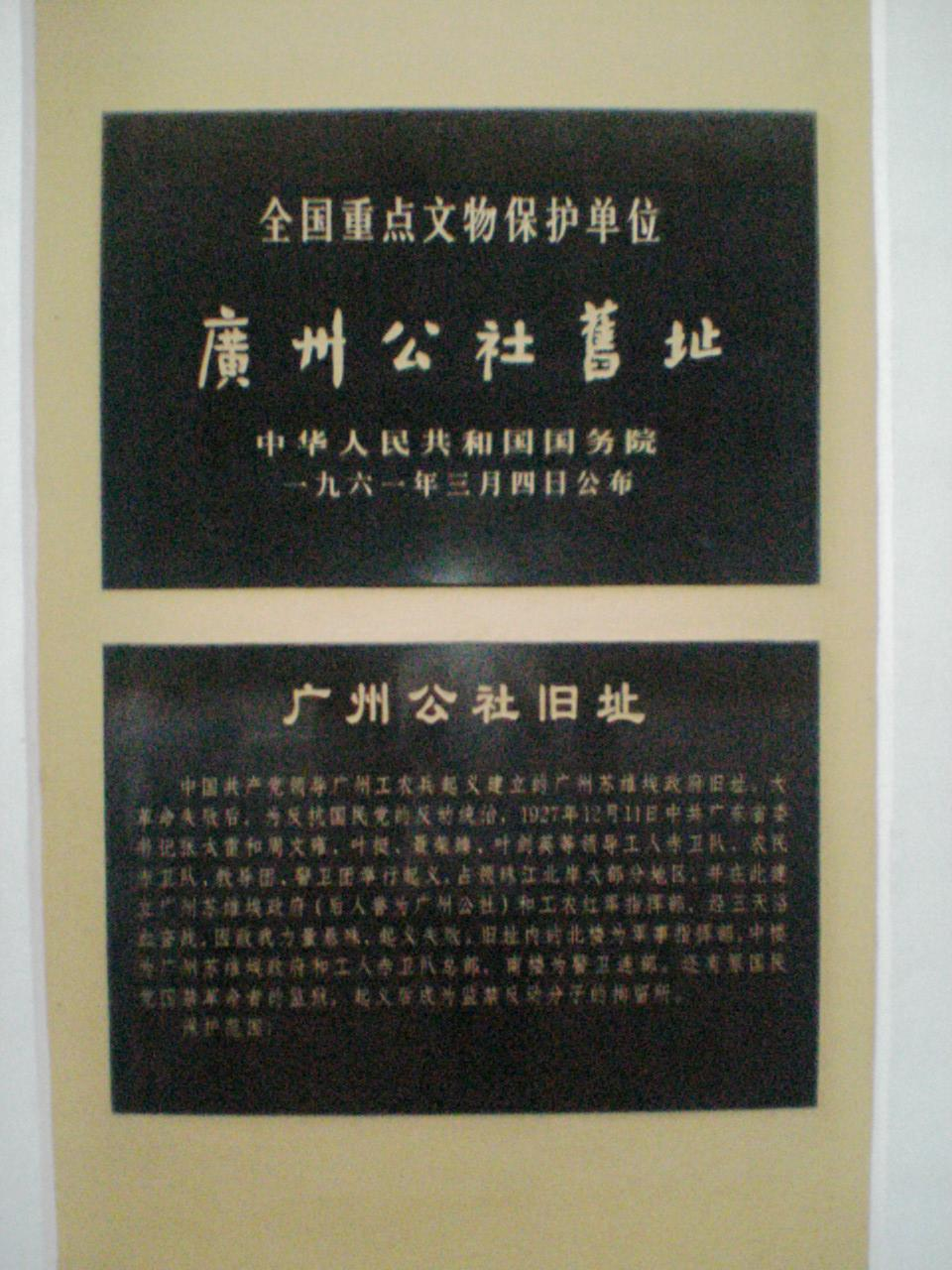
广州公社旧址的文物牌

1949年解放軍攻占廣州后，公安局被广州市人民政府所接管，并于此设立广州市公安局。1956年，市政府把南楼辟为广州起义陈列室，对内开放。1987年，广州市公安局移交了旧址的南楼、中楼及门楼等建筑给文物部门，后对旧址进行维修复原，成立了广州起义纪念馆。叶剑英曾为此题字“广州公社旧址”。因广州市公安局办公场所有限，直至2005年底，广州市公安局才向文物部门移交了余下的旧址北楼和拘留所。2006年开始重新修葺纪念馆，在此期间在旧址北楼挖出炮弹、手枪等文物。2007年重开。

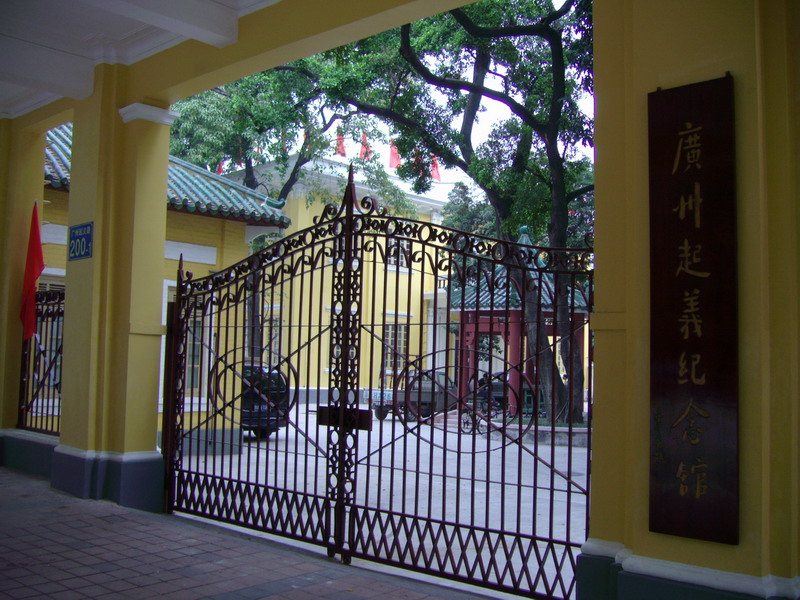
纪念馆正门

尽管市公安局最后全部移交旧址，但现时其和廣州市國家安全局仍在广州起义纪念馆旁，与纪念馆共享同一门牌号。
旧址于1961年被国务院选入为全国重点文物保护单位。同时广州起义纪念馆隶属广东革命历史博物馆。
2023年3月，广州起义纪念馆旅游区被评为国家4A级旅游景区。

## 门票和开放时间
- 参观旧址原需门票，票价2元，2008年9月2日起，旧址正式免费开放[5]。
- 每周二至周五9:00-12:00 13:30-16:30；
- 周六、周日开放时间为10:00-16:30；
- 周一闭馆。